# District de Ylikiiminki
Le district de Ylikiiminki (en finnois : Ylikiimingin suuralue) est un district  de la ville d'Oulu en Finlande. 

## Description
Le district a 3 501 habitants (1.1.2013)
 
et 556 emplois (31.12.2009)
.